# Gareth Unwin
Gareth Unwin, ou Gareth Ellis-Unwin, est un producteur de cinéma britannique né le 20 février 1972 à Düsseldorf (Allemagne).

## Biographie
Il fait ses études au Ravensbourne College (en). Avec Simon Egan, un autre ancien élève de Ravensbourne, il fondera plus tard Bedlam Productions (en).

## Filmographie

### comme assistant réalisateur
- 2001 : South West 9 (en) de Richard Parry
- 2002 : Butterfly Man (en) de Kaprice Kea
- 2002 : Club Le Monde (en) de Simon Rumley
- 2003 : Une souris verte de Mathias Ledoux
- 2003 : Trinity de Gary Boulton-Brown
- 2005 : Survie : Les Naufragés de Stewart Raffill
- 2005 : Nomad de Sergei Bodrov, Ivan Passer et Talgat Temenov
- 2007 : Save Angel Hope de Lukas Erni
- 2009 : Exam de Stuart Hazeldine

### comme producteur
- 2009 : Exam de Stuart Hazeldine
- 2010 : Le Discours d'un roi de Tom Hooper
- 2011 : The Flying Machine (en) de Martin Clapp, Geoff Lindsey, Dorota Kobiela
- 2012 : Zaytoun d'Eran Riklis
- 2014 : En terrain miné de Paul Katis
- 2018 : Steel Country de Simon Fellows

## Distinctions
- Oscars 2011 : Oscar du meilleur film pour Le Discours d'un roi, conjointement avec Iain Canning et Emile Sherman
- BAFTA 2011
  - BAFA du meilleur film pour Le Discours d'un roi, conjointement avec Iain Canning et Emile Sherman
  - BAFA du meilleur film britannique pour Le Discours d'un roi, conjointement avec Iain Canning et Emile Sherman